# Arms and the Covenant
Arms and the Covenant – książka Winstona Churchilla z 1938, będąca prekursorem jego słynnych przemówień wojennych. Opublikowana została również w Stanach Zjednoczonych pod tytułem While England Slept; a Survey of World Affairs, 1932–1938.
Zawiera tekst z 41 przemówień polityka z okresu od 25 października 1928 do 24 marca 1938. Krytykują one brytyjską politykę zagraniczną, ostrzegając proroczo przed nadchodzącym niebezpieczeństwem.
Pierwsze wydanie książki z 24 czerwca 1938 w Wielkiej Brytanii liczyło 5 000 egzemplarzy.